# Anglepoise

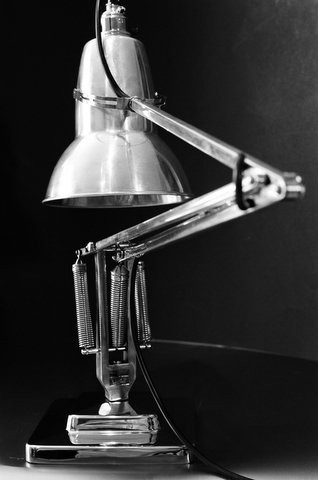
Anglepoise 1227

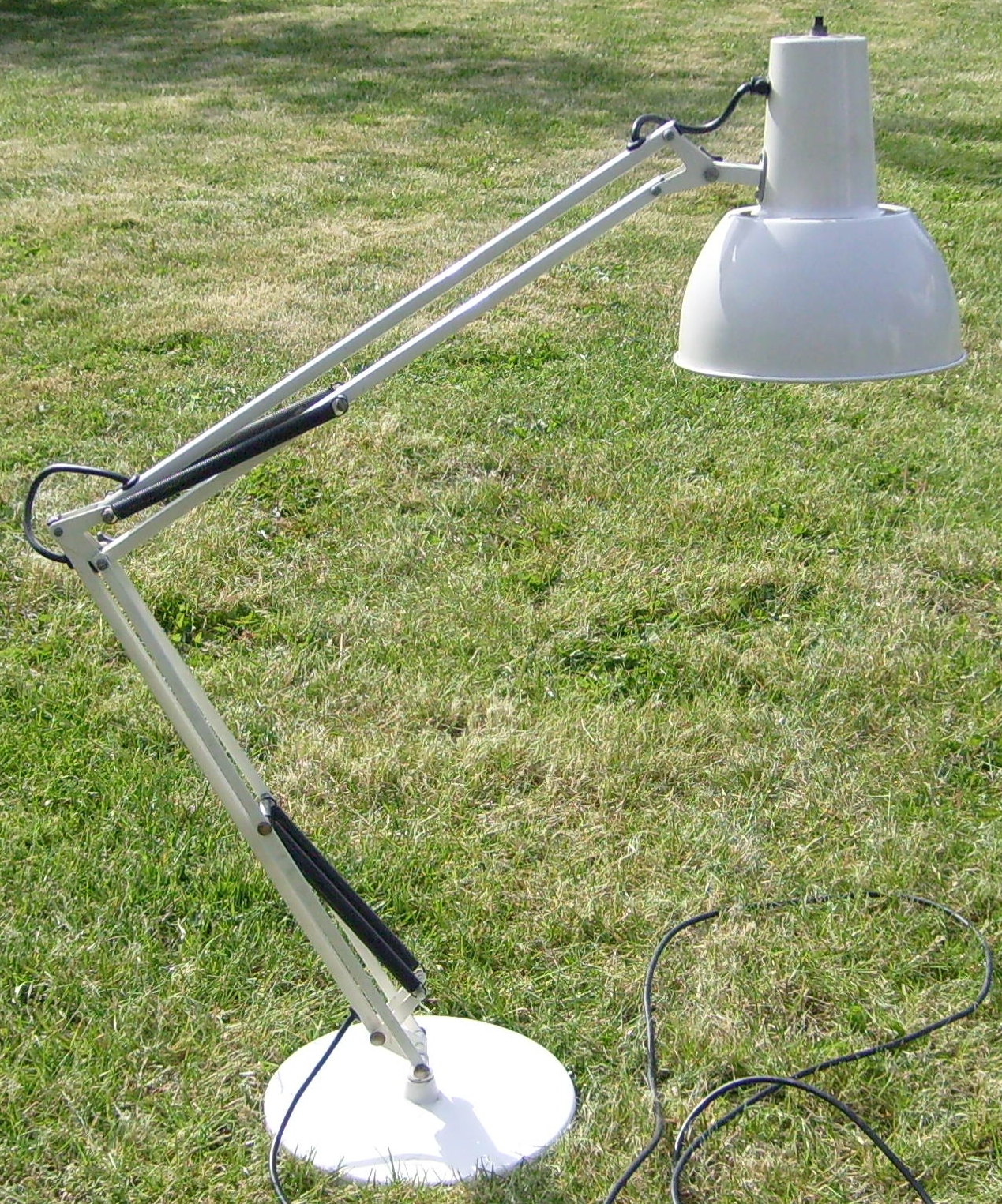
Anglepoise

Anglepoise (komplette Bezeichnung: Anglepoise tasklight 1933/34) ist der Name einer Leuchte, die von dem englischen Industriedesigner George Carwardine (1887–1948) entworfen wurde. Sein Grundgedanke war, eine flexibel einsetzbare Arbeitsleuchte zu konstruieren. Das Prinzip der Anglepoise entspricht den Bewegungen eines menschlichen Armes: mit Hilfe dreier Federn, die diese fragile statische Meisterleistung in Balance halten, wurde sie Vorbild aller Federzug-Leuchten.

## Geschichte
Carwardine war Spezialist für Stoßdämpfersysteme und hatte daher Kontakte im Autobau. Als Produzenten für seine Idee konnte er den Familienbetrieb Herbert Terry & Sons (Redditch, UK) gewinnen, der Hersteller von Federn und Stoßdämpfern war. Mehrere Patente wurden eingereicht, bis 1933 die erste Anglepoise (Modell 1208) auf den Markt kam. Lange Zeit blieb sie dem großen Markt verborgen. Dennoch fand das System Nachahmer, die es in Lizenz weiterentwickelten. Mit der Zeit errang die Anglepoise den Ruf einer stilvollen Design-Ikone; nicht selten gehörte sie zur Ausstattung von Werbung oder Spielfilmen. 1993 schließlich investierte Ray Terry – ein Nachfahre der Terrys – viel Geld in die Auferstehung der einst für Werkhallen konzipierten Anglepoise 1227.
Bis zum Jahre 2009 wurde die Anglepoise durch die Firma Tecta in einer für den europäischen Markt konzipierten Ausführung vertrieben. Seit 2009 übernimmt die Firma Neue Objekte den Vertrieb. Derzeit gibt es das aus 98 Einzelteilen bestehende Original auch als überdimensionale Stehlampe auf Rollen.
Für gut erhaltene, im Originalzustand belassene Leuchten werden mittlerweile höchste Liebhaberpreise gezahlt. 1992 errang die Anglepoise den ersten Platz, als 50 britische Industriedesigner nach der bedeutendsten Leuchte aller Zeiten gefragt wurden.

## Besonderheiten
Die erste Ausführung zeichnete sich durch einen runden Tellerfuß aus. Der Schirm war mehr ein Leuchtkörperschutz als ein Strahler. Die zweite Version, Modell 1227, bekam eine quadratische Standfläche im Pyramidenaufbau. Die dem Art déco gerecht werdende Form hatte aber auch einen praktischen Hintergrund: Eine runde Form stellt man auf seiner Arbeitsfläche irgendwohin, während sich eine quadratische gerne an die Tischflächenbegrenzung hält. Der Reflektor nahm inzwischen eine Halbkugelform an.

Der typische Kopfschalter aus Bakelit über der Fassung wurde bei den neueren Retro-Leuchten durch einen Schnurschalter ersetzt. Wie der Prototyp, Modell 1208, folgt auch sie dem Motto: „It moves by a fingertip“ (sie gehorcht jedem Druck der Fingerspitzen).